# Max Silberberg
Pour les articles homonymes, voir Silberberg (homonymie).
 (janvier 2024).
La mise en forme du texte ne suit pas les recommandations de Wikipédia : il faut le « wikifier ».
Les points d'amélioration suivants sont les cas les plus fréquents. Le détail des points à revoir est peut-être précisé sur la page de discussion.
- Les titres sont pré-formatés par le logiciel. Ils ne sont ni en capitales, ni en gras.
- Le texte ne doit pas être écrit en capitales (les noms de famille non plus), ni en gras, ni en italique, ni en « petit »…
- Le gras n'est utilisé que pour surligner le titre de l'article dans l'introduction, une seule fois.
- L'italique est rarement utilisé : mots en langue étrangère, titres d'œuvres, noms de bateaux, etc.
- Les citations ne sont pas en italique mais en corps de texte normal. Elles sont entourées par des guillemets français : « et ».
- Les listes à puces sont à éviter, des paragraphes rédigés étant largement préférés. Les tableaux sont à réserver à la présentation de données structurées (résultats, etc.).
- Les appels de note de bas de page (petits chiffres en exposant, introduits par l'outil «  Source ») sont à placer entre la fin de phrase et le point final[comme ça].
- Les liens internes (vers d'autres articles de Wikipédia) sont à choisir avec parcimonie. Créez des liens vers des articles approfondissant le sujet. Les termes génériques sans rapport avec le sujet sont à éviter, ainsi que les répétitions de liens vers un même terme.
- Les liens externes sont à placer uniquement dans une section « Liens externes », à la fin de l'article. Ces liens sont à choisir avec parcimonie suivant les règles définies. Si un lien sert de source à l'article, son insertion dans le texte est à faire par les notes de bas de page.
- La présentation des références doit suivre les conventions bibliographiques. Il est recommandé d'utiliser les modèles {{Ouvrage}}, {{Chapitre}}, {{Article}}, {{Lien web}} et/ou {{Bibliographie}}. Le mode d'édition visuel peut mettre en forme automatiquement les références.
- Insérer une infobox (cadre d'informations à droite) n'est pas obligatoire pour parachever la mise en page.

Pour une aide détaillée, merci de consulter Aide:Wikification.
Si vous pensez que ces points ont été résolus, vous pouvez retirer ce bandeau et améliorer la mise en forme d'un autre article.
Max Silberberg né le 27 février 1878 à Neuruppin (Empire allemand) et mort à une date inconnue, après mai 1942, dans le ghetto de Theresienstadt ou le camp d'extermination d'Auschwitz, est un entrepreneur allemand de confession juive, figure culturelle majeure de Breslau, collectionneur d'art et mécène.
À partir de 1935, il est obligé du fait des lois d'exclusion nazies, de vendre sa collection, sous la contrainte. Il est ensuite déporté et meurt assassiné. Cette collection fait actuellement l'objet de nombreuses demandes de restitution par ses héritiers.

## Biographie

### Origines et carrière
Max Silberberg est né à Neuruppin, dans le Brandebourg, en 1878, fils du tailleur Isidor Silberberg. Après avoir effectué son service militaire, lui et sa famille s'installent à Beuthen, en Haute-Silésie (actuelle Bytom, au sud de la Pologne). À l'âge de 24 ans, Silberberg commence à travailler pour M. Weißenberg vorm. Carl Francisci (Fabrik für Metallverarbeitung M. Weißenberg), entreprise exploitant la magnésite, et fabrique des matériaux pour le revêtement des hauts fourneaux. Il épouse Johanna Weissenberg, la fille du propriétaire de l'usine, Moritz Friedrich Weißenberg, et devient après 1904, associé dans l'entreprise. Leur fils, Alfred Silberberg, naît le 8 novembre 1908. Les Weissenberg sont très présents, dès 1904, à Breslau, où ils parrainent des activités artistiques.
En 1920, Max Silberberg s'installe à Breslau (aujourd'hui Wrocław) avec sa famille. Les Silberberg vivent alors dans une grande villa située Landsberger Strasse 1-3 (aujourd'hui rue Kutnowska). Conçue par l'architecte August Endell en 1923 dans le style Art déco, la villa abrite une remarquable collection de peintures, principalement des œuvres allemandes et françaises des XIXe et XXe siècles. Silberberg a constitué également une vaste bibliothèque d'ouvrages traitant d'art, principalement en langue française.
En 1925, Silberberg prend la tête de l'entreprise M. Weißenberg et siège au conseil d'administration du cartel industriel Vereinigung der Magnesitwerke, fondé la même année, dans le cadre de la restructuration du tissu industriel allemand.
Actif dans la vie culturelle de Breslau, Silberberg est cofondateur de l'Association du musée juif de Wroclaw. Il participe en 1929 à l'organisation de l'exposition Le judaïsme dans l'histoire de la Silésie et soutient, en qualité de mécène, le musée juif. Il siège par ailleurs au conseil d'administration du musée des beaux-arts de Silésie et participe à la fondation et a été membre du conseil d'administration de la Société des amis de l'art, qui soutient le musée en tant qu'institution de financement.
Le 9 juin 1932, Silberberg décide de vendre 19 œuvres d'art à la galerie de Georges Petit à Paris, mais il possède encore plus de 200 œuvres d'art. Cette vente, diligentée par Jos Hessel, est parfaitement documentée.

### Oppression et terreur sous le nazisme (1933-1942)
Les persécutions dont fut victime Silberberg, orchestrées par les nazis, est un « cas d'école » selon l'historienne Monika Tatzkow dans son chapitre qu'elle consacre à cet homme et à sa collection, publié en 2009 dans Verlorene Leben – Jüdische Sammler und was aus ihren Kunstwerken wurde.
Dès l'arrivée des nazis au pouvoir en janvier 1933, Silberberg, comme le collectionneur Ismar Littmann, sont victimes de persécutions, notamment par les SA. Avec la promulgation des lois de Nuremberg le 15 septembre 1935, Silberberg perd toutes ses fonctions publiques et professionnelles, et ses biens sont en partie pillés. Fin 1935, le SS-Sturmbannführer Ernst Müller réquisitionne la villa de Silberberg et la destine au service de sécurité SS, forçant la vente du bien à bas prix. Silberberg est contraint d'installer sa famille dans un petit appartement loué et de vendre la majeure partie de sa collection d'œuvres d'art, à la maison de vente aux enchères Paul Graupe (en), à Berlin, dès le mois de mars 1935 ; une autre vente a lieu le 12 octobre et deux autres en 1936. Il s'agit bien là d'une vente forcée, d'apparence légale, sous la contrainte, et qui n'aurait pas été possible sans le régime en vigueur et le statut de juif du propriétaire. 
En 1938, son fils Alfred est arrêté puis interné au camp de concentration de Buchenwald. Libérés à condition qu'il quitte immédiatement l'Allemagne, Alfred et sa femme Gerta parvienne à s'enfuir en Grande-Bretagne.
La même année, en novembre, par une ordonnance, la société M. Weissenberg dirigée par Silberberg est « aryanisée » et transférée à l'industriel Carl Wilhelm, originaire de Breslau. 
Contraint de vendre certaines des rares œuvres d'art encore en sa possession au musée des beaux-arts de Silésie, Silberberg ne reçut pas le produit de la vente, qui revint à la société « aryanisée » Weissenberg. Les quelques œuvres qui restèrent en sa possession jusqu'en 1940 furent « aryanisées » par le musée des beaux-arts de Breslau.
Max et son épouse Johanna Silberberg sont arrêtés et déportés par les nazis vers le camp de rassemblement près de l'abbaye de Grüssau, le 3 mai 1942, puis, probablement, vers le ghetto de Theresienstadt. Après la Seconde Guerre mondiale, son fils Alfred Silberberg fait déclarer ses parents morts le 8 mai 1945.

## La collection Silberberg

### Un inventaire
Au début du XXe siècle av. J.-C., Max Silberberg constitua l'une des plus importantes collections d'art privées de l'Empire allemand. Il faisait partie d'un groupe remarquable de collectionneurs d'art pour la plupart installés à Breslau, dont Emil Kaim, Leo Lewin (en), Ismar Littmann (en) (1878-1934), Theodor Loewe, Wilhelm Perlhöfter, Max Pringsheim, Adolf Rothenberg, Carl Sachs, et Leo Smoschewer (en),. En 1930 et 1931, au moins trois articles portant sur la collection de Silberberg paraissent dans la presse allemande consacrée à l'art.
La collection d'art de Silberberg comprenait, selon les estimations, entre 130 et 250 peintures, dessins et sculptures. La collection comprenait des œuvres de peintres post-impressionnistes allemands tels que In the Kitchen and Market in Haarlem de Max Liebermann ou Flieder im Glaskrug de Lovis Corinth ainsi que des dessins d'Adolph Menzel, Hans Purrmann et Otto Müller (1898-1979) et des sculptures de son contemporain Georg Kolbe. Silberman possédait également des dessins de Gustav Klimt et Paul Klee ainsi que Stockhornkette mit Thunersee de Ferdinand Hodler.
Les œuvres impressionnistes comprenaient Portrait de M. Pertuiset, le chasseur de lions (Museu de Arte de São Paulo) et Jeune femme en costume oriental (Fondation EG Bührle Collection) d'Édouard Manet, ainsi que des œuvres de Pierre-Auguste Renoir, comme La lecture (Louvre), Petite fille aux cerceaux (National Gallery of Art), La Fille qui rit, et Gondole, Venise et Bouquet de roses (ces deux dernières, collection particulière).
Les œuvres impressionnistes tardives de la collection de Silberberg comprenaient des peintures de Paul Cézanne : Nature morte aux pommes et à la serviette (Musée de l'Orangerie), Jas de Bouffan (collection particulière) et Paysage dans la région d'Aix (Carnegie Museum of Art), ainsi qu'un dessin, Vue de dos d'un homme nu (Ermitage).

### Recours des héritiers
Les héritiers de Max Silberberg eurent de grandes difficultés à faire valoir leurs droits sur leurs anciennes propriétés,.
Breslau était devenue une ville polonaise et les dossiers qui auraient pu documenter l'expropriation systématique des biens de Silberberg étaient soit détruits, soit inaccessibles aux héritiers. À partir de la fin des années 1960, la plupart des réclamations étaient prescrites.
La situation changea après la Conférence de Washington sur les œuvres d'art volées par les nazis, tenue à Washington, DC, aux États-Unis, le 3 décembre 1998, pour que de nouvelles réclamations puissent être entendues,. 
Après le décès du fils de Silberberg, Alfred, en 1984, l'épouse de ce dernier, Gerta Silberberg, reprend en charge le dossier, et entame des demandes de restitution de certaines œuvres d'art. La majeure partie de la collection est toujours considérée comme perdue,.

### Demandes de restitution pour les œuvres spoliées

#### Réclamations en Allemagne
En 2003, la Staatsgalerie Stuttgart restitue le tableau Nature morte à la canne de Georges Braque aux héritiers Silberberg[réf. nécessaire], puis un dessin d'Anselm Feuerbach, lequel est racheté en 2013 par le musée aux héritiers. Un accord concernant le tableau Poésie de Corot est ensuite conclu avec le musée Wallraf-Richartz de Cologne. La Galerie nationale de Berlin, qui avait acquis L'Autoportrait au chapeau jaune de Hans von Marées lors de la vente aux enchères forcée Graupe de 1935, restitue le tableau aux héritiers Silberberg en juillet 1999 puis le rachète la même année. Du même peintre, Le Rafraîchissement, avait l'objet d'un accord entre le musée allemand de Wiesbaden et les héritiers Silberberg en 2014. 
Le dessin Oliviers devant les Alpilles de Vincent van Gogh, également vendu par Graupe en 1935, est restitué  en 1999 à Greta Silberberg qui le revendit plus tard. Il avait été acquis par l'Association des Amis de la National Gallery et offert au Kupferstichkabinett Berlin,. Le Kupferstichkabinett a également conclu un accord en 1999 au sujet du dessin Femme au châle de Caspar David Friedrich, que Max Silberberg a dû laisser en gage au bureau des impôts de Breslau en 1940 pour régler de prétendues dettes fiscales.
En avril 2014, le musée allemand de Wiesbaden a tenté d'attirer l'attention sur le problème des œuvres d'art spoliées et pillées en accrochant sur ses murs Die Labung de Hans von Marées, tableau qui avait été obtenu grâce à une vente forcée de la collection Silberberg, sous le nazisme : un cartel annonçait une campagne de levée de fonds jusqu'en novembre courant, d'un montant de 371 000 dollars américains, somme nécessaire à l'achat du tableau, propriété des héritiers Silberberg.
Début 2020, au musée Georg-Schäfer (en) de Schweinfurt, une chercheuse, Mme Ehringhaus, a démissionné, déclarant au New York Times que « personne [dans ce musée] ne semble avoir l'intention de restituer leurs biens aux héritiers des premiers propriétaires juifs ».

#### Réclamations en Suisse
Le tableau Stockhornkette mit Thunersee de Ferdinand Hodler, revendiqué par la famille Silberberg, se trouve au Kunstmuseum St. Gallen (en) (Saint-Gall) grâce au prêt du conseiller du gouvernement saint-gallois Simon Frick, qui l'a acheté à la galerie Kornfeld à Berne,. Selon la Commission suisse indépendante, la provenance avait été falsifiée pour faire croire qu'elle provenait d'une collection différente alors qu'elle appartenait en réalité à Max Silberberg. La famille Silberberg a également demandé la restitution du tableau Jeune femme en costume oriental (également La Sultane ) d'Édouard Manet à la Fondation zurichoise EG Bührle qui l'avait acheté à Paul Rosenberg. Le musée a refusé, affirmant qu'il n'était pas vendu sous la contrainte, et suggérant sur le site Web du musée que Silberberg n'a peut-être jamais possédé le tableau.
Le tableau École de couture à l'orphelinat d'Amsterdam de Max Liebermann a été restitué à la famille Silberberg par le musée grison des Beaux-Arts.

#### Réclamations aux États-Unis
Des accords de règlement avec les héritiers Silberberg ont été conclus pour les tableaux Le Rocher à Hautepierre de Gustave Courbet conservé par l'Art Institute of Chicago, qui l'avait acquis de Paul Rosenberg en 1965, et Boulevard Montmartre, Printemps (1897 ) de Camille Pissarro, conservé au musée d'Israël à Jérusalem,,. En 2006, avant les ventes aux enchères chez Sotheby's, des accords compensatoires furent mis en place lorsque les tableaux La Seine près de Saint-Mammès d'Alfred Sisley et Les Algériennes à la fontaine d'Eugène Delacroix changèrent de mains.
La Yale University Art Gallery a reçu une réclamation pour Le Grand Pont de Courbet qui a également été vendu lors de la vente aux enchères forcée chez Paul Graupe en 1935,.

#### Réclamations en France
Un tableau d'Eugène Delacroix de la collection Silberberg intitulé Femmes a la fontaine situé dans une collection privée en France a été restitué à la famille puis vendu en 2006 aux enchères chez Sotheby's. Représentée par Monika Tatskow, la famille Silberberg a intenté une action contre le musée de l'Orangerie de Paris pour la restitution du tableau de Paul Cézanne, Fruits, serviette et boîte à lait.

#### Réclamations au Royaume-Uni
La famille Silberberg a également initié une réclamation concernant un rare panneau en relief gothique profane en ivoire représentant un homme et une femme jouant aux échecs avec trois personnages regardant par-dessus leurs épaules, conservé par l'Ashmolean Museum à Oxford. Le Spoliation Advisory Panel (en) a refusé la restitution, déclarant que la revendication morale « n'est pas suffisamment solide pour justifier une recommandation de restitution ou le versement d'un paiement à titre gracieux ».

#### Réclamations en Pologne et en Russie
En octobre 1999, la famille Silberberg entre en discussion avec le musée de l'Ermitage au sujet d'un Cézanne de la collection Silberberg. Le commissaire-priseur berlinois Paul Graupe est répertorié comme l'ancien propriétaire, bien que ce dessin ait également été acquis par la Nationalgalerie Berlin. La Pologne a  refusé jusqu’à présent la restitution des œuvres d’art pillées aux Juifs pendant l’Holocauste.

### Quelques tableaux de la collection Silberberg

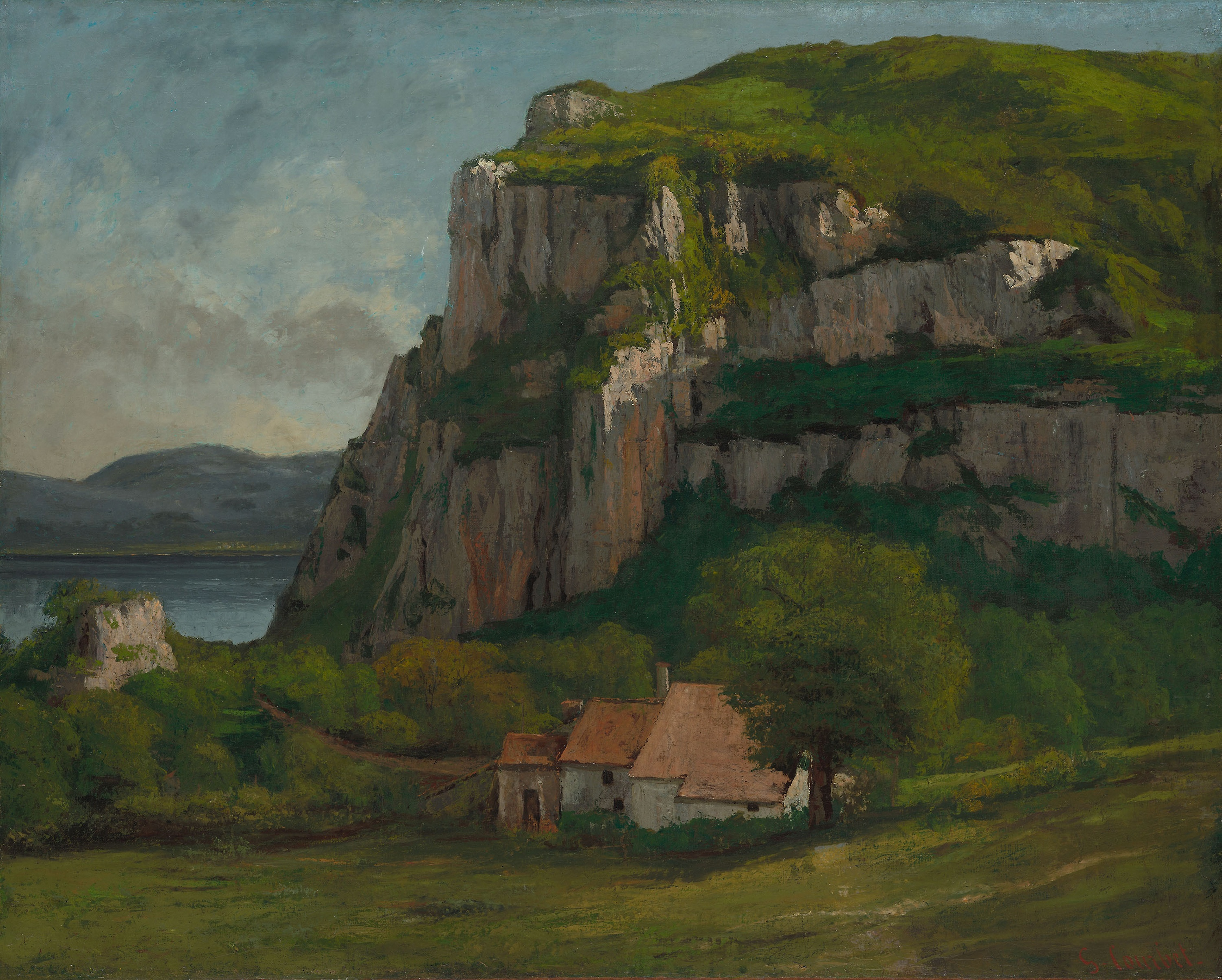
Gustave Courbet, La Roche de Hautepierre (vers 1869), vendue par Graupe en 1935, racheté par la galerie Paul Rosenberg en 1965, restitué en 2001.
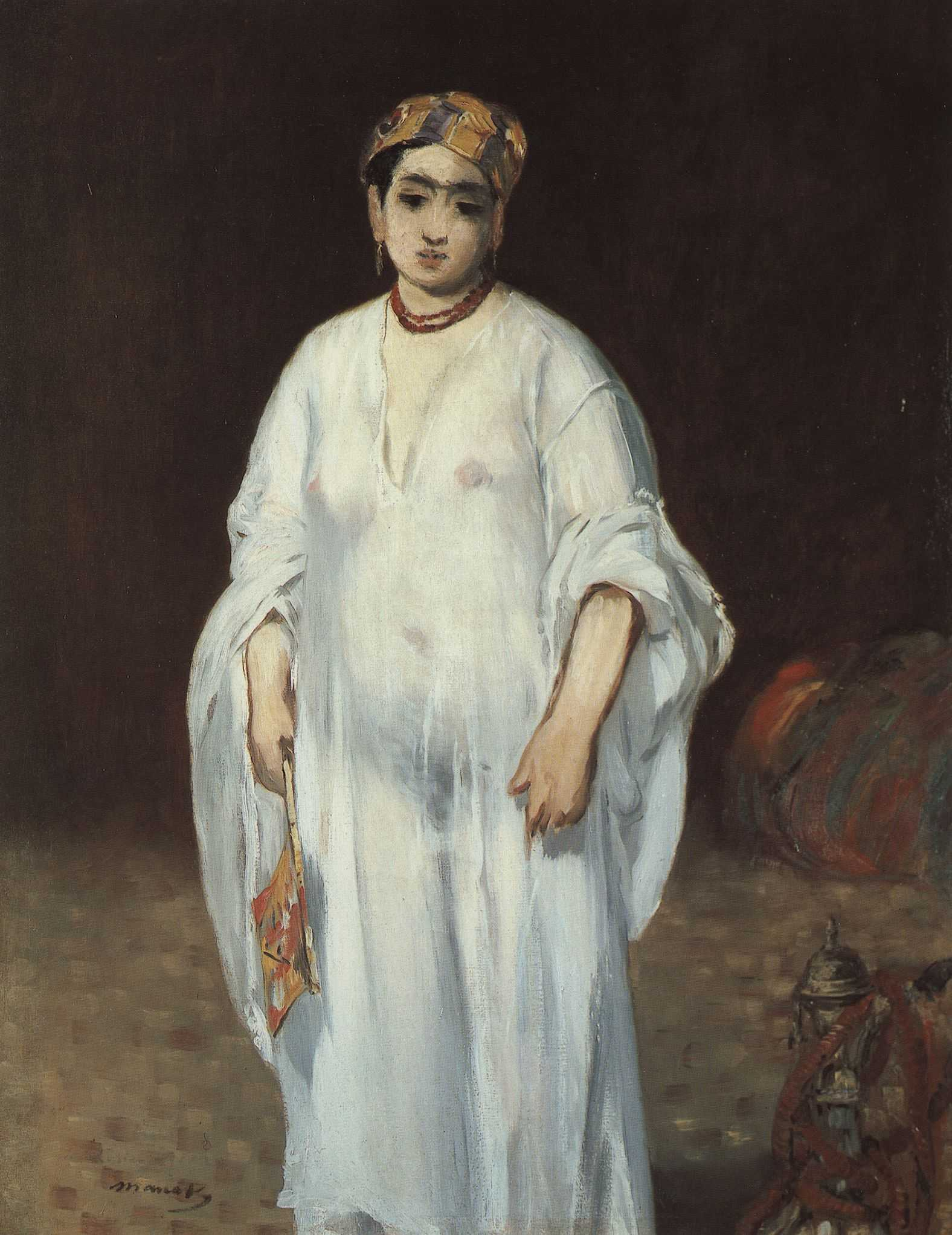
Édouard Manet, Jeune Femme dans une robe orientale (1871), acheté par Paul Rosenberg en 1937 puis par Emil Georg Bührle en 1953.
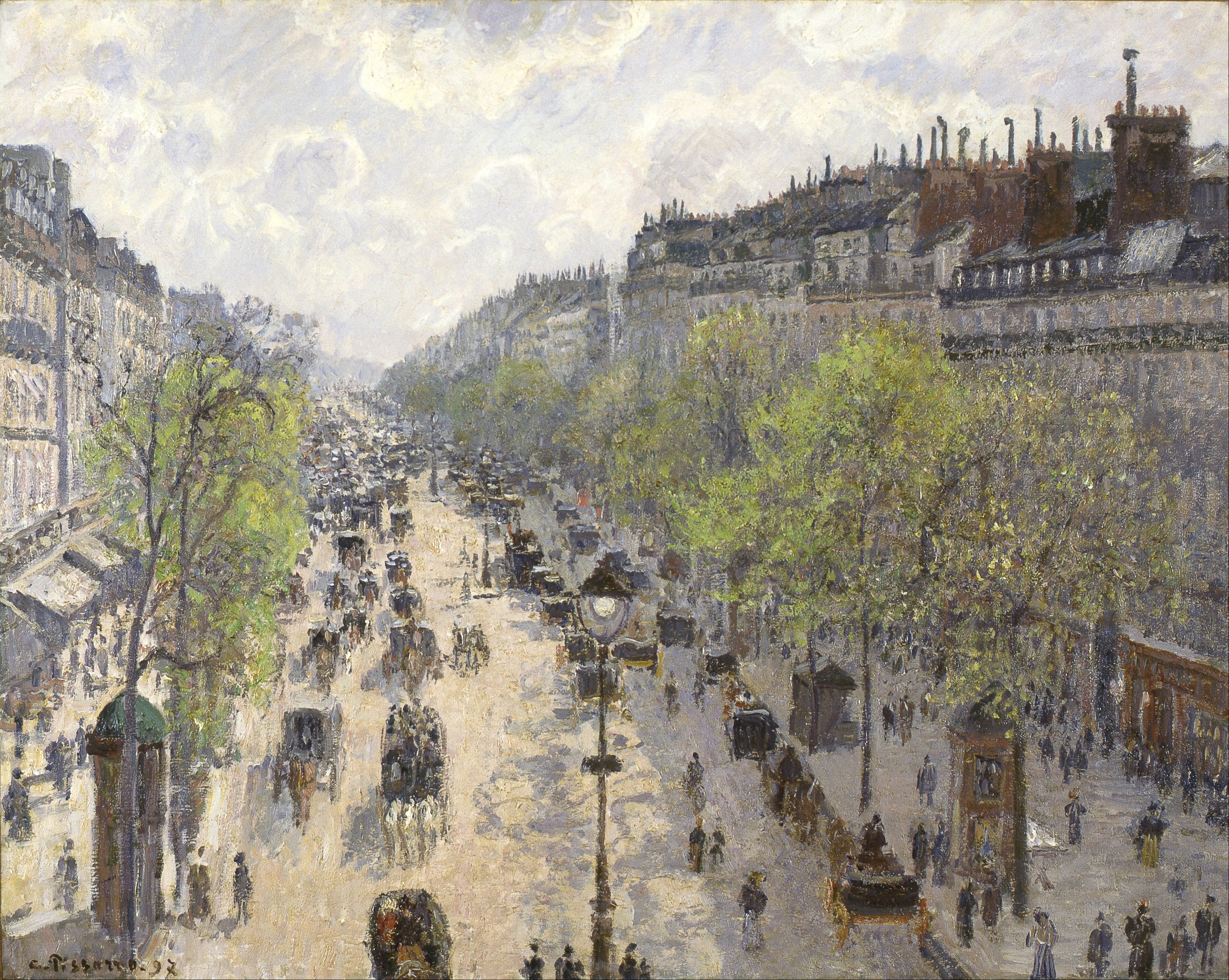
Camille Pissarro, Boulevard Montmartre, printemps (1897), vente Graupe en 1935, puis Institut Courtauld, restitué en 2000.

## Voir également
- Liste des demandes de restitution d'œuvres d'art pillées par les nazis
- Spoliation d'œuvres d'art par le régime nazi

#### Articles et catalogues (1930-1935)
- (de) Paul Abramowski, « Die Sammlung Silberberg, Breslau », in: Der Sammler – Deutsche Kunst- und Antiquitätenbörse, numéro 20,  15 mars 1930, p. 149-153.
- (de) Alice Landsberg, « Eine große deutsche Privatsammlung. Die Sammlung Silberberg à Breslau », in: Die Dame – Illustrierte Mode-Zeitschrift, numéro 16, 1930, p. 12-15.
- (de) Karl Scheffler, « Die Sammlung Max Silberberg », in: Kunst und Künstler – Illustrierte Monatsschrift für bildende Kunst und Kunstgewerbe, numéro 30, janvier 1931, p. 3-18.
- (fr) Catalogue des tableaux, pastels, aquarelles, gouaches, dessins… provenant des collections étrangères de MM ; S… et S., vente du 9 juin 1932, Paris, Galerie Georges Petit, 1932.
- (de) Gemälde et Zeichnungen du 19. Jahrhunderts aus einer bekannten schlesischen Privatsammlung und aus verschiedenem Privatbesitz, catalogue de vente du 23 mars 1935, Berlin, Auktionshaus Paul Graupe, 1935.

#### Essais
- (de) Dorothea Kathmann : « Kunstwerke Aus Jüdischen Sammlungen - Möglichkeiten und Grenzen der Provenienzermittlungen Am Beispiel der Samnlung Silberberg Aus Breslau » in: Beiträge öffentlicher Einrichtungen Der Bundepublik deutschland zum zum umgang mit Kulrurgurgusallige Dischen Besitz, Magdebourg, Ulf Häder, 2001  (ISBN 3-00-008868-7), p. 27-37.
- (de) Anja Heuß : « Die Sammlung Max Silberberg à Breslau », in: Andrea Pophanken, Felix Billeter (dir.), Die Moderne und ihre Sammler. Französische Kunst in deutschem Privatbesitz vom Kaiserreich zur Weimarer Republik, Berlin,  Akademie-Verlag, 2001  (ISBN 3-05-003546-3), p. 311-325.
- (de) Monika Tatzkow et Hans Joachim Hinz : « Bürger, Opfer und die historische Gerechtigkeit. Das Schicksal jüdischer Kunstsammler à Breslau », in: Osteuropa, numéro 56, 2006, p. 155-171.
- (de) Monika Tatzkow : « Max Silberberg », in: Melissa Müller, Monika Tatzkow, et Thomas Blubacher (dir.), Verlorene Bilder – verlorene Leben. Jüdische Sammler aus ihren Kunstwerken wurde, Munich, E. Sandmann Verlag, 2009,  (ISBN 9783938045305), p. 114 et suiv.
- Marius Winzeler : « Jüdische Sammler und Mäzene à Breslau. Von der Donation zur "Verwertung" ihres Kunstbesitzes », in: Andrea Baresel-Brand (éd.), Sammeln, Stiften, Fördern. Jüdische Mäzene in der deutschen Gesellschaft, Magdebourg, Koordinierungsstelle für Kulturgutverluste, 2008,  (ISBN 978-3981136739), p. 131-156.